# 10 août dans les chemins de fer
10 juillet 10 septembre
Chronologies thématiques
- Croisades
- Sports
- Disney

Cette page concerne les événements qui se sont déroulés un 10 août dans les chemins de fer.

## Événements

### XXesiècle
- 1903 : en France, à Paris, un incendie dans une rame vide du métro de Paris, dû à un court-circuit dans la motrice provoque un mouvement de panique. Les passagers de la rame suivante, sortis de celle-ci, cèdent à la panique à la suite de l'invasion de la station Couronnes par les fumées de l'incendie et à la coupure de l'éclairage. Elles décèdent par écrasement et étouffement au niveau de la seule issue. À la suite de cet accident, les nouvelles stations du métro seront construites avec au minimum deux issues sur chaque quai (la station Couronnes n'en est toujours pas équipée) : 84 morts.